# Löwe von Judah: Das Lamm, das die Welt rettete
Der Löwe von Judah: Das Lamm das die Welt rettete, auch Löwe von Judah – Das Weihnachtswunder ist ein 3D-Animationsfilm. Er handelt vom Leben eines Lamms, das beim jüdischen Passafest geopfert werden soll.

## Inhalt
Der Film spielt in den Jahren 33–36 n. Chr. im Heiligen Land. Er erzählt von der Ankunft eines Lamms in der Holzkiste in einem Stall. In diesem Stall leben Horace, der arrogante Drake, der ängstliche Monty, der kleinliche Slink, der fürsorgliche Emsay und Jack. Sie sind zunächst von dem neuen Mitbewohner verwirrt, je es sich für einen Löwen hat. Am Tag des jüdischen Passafests wird das Lamm nach Jerusalem gebracht, um dort geopfert zu werden. Seine Freunde, die starten eine Rettungsaktion um dies zu verhindern. Der Esel unterstützt Jesus von Nazaret beim Einzug in Jerusalem. Während sie nach ihrem Freund, dem Lamm suchen wird Jesus verhaftet und auf dem Hügel von Golgota gekreuzigt. Nach Jesus Beerdigung soll das Lamm im jüdischen Tempel geopfert werden, dabei kommt es zu einem schweren Erdbeben und so überlebt es. Im Anschluss werden sie Zeuge der Auferstehung Jesus. Danach kehren sie alle glücklich nach Hause zurück.

## Figuren
| Name             | Tierart          | Original-Sprecher  | deutsche Sprecher |
| ---------------- | ---------------- | ------------------ | ----------------- |
| Horace           | Hausschwein      | Omar Benson Miller |                   |
| Drake            | Haushahn         | Alphonso McAuley   |                   |
| Monty            | Hauspferd        | Anupam Kher        |                   |
| Slink            | Ratte            | Ernest Borgnine    | Eckart Dux        |
| Esmay            | Hausrind         | Sandi Patty        |                   |
| Jack             | Hausesel         | Scott Eastwood     |                   |
| Mutter von Judah | weibl. Hausschaf | Samantha Gray      |                   |
| Judah            | Lämmchen         | Georgina Cordova   |                   |

## Produktion
An der Produktion waren Animated Family Films Production, Character Matters Production, Sunrise Productions Production und Black Hill Pictures beteiligt.

## Veröffentlichung
Auf DVD in Deutsch wurde der Film am 25. Oktober 2013 herausgebracht. Die Erstausstrahlung im deutschen Free-TV war im Jahr 2014.